# 各務原市木曽川文化史料館
各務原市木曽川文化史料館（かかみがはらしきそがわぶんかしりょうかん）は、岐阜県各務原市川島松倉町1951番地4 川島会館4階にある博物館。
木曽川の自然・歴史・文化などに関する資料館である。各務原市歴史民俗資料館木曽川文化史料館なども呼ばれることもある。

## 歴史

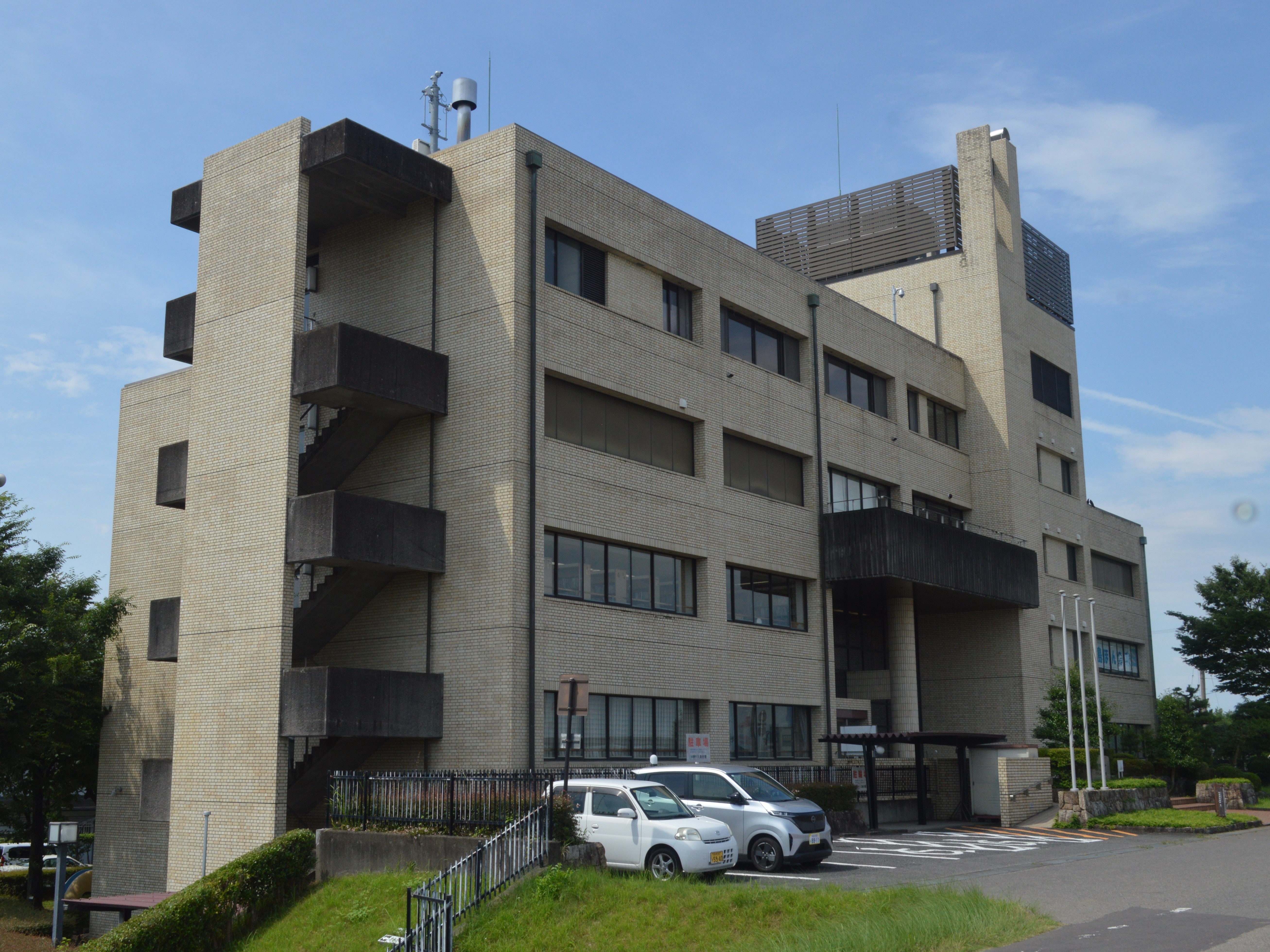
木曽川文化史料館が入る川島会館

1983年（昭和58年）10月29日、羽島郡川島町に川島町ふるさと史料館として開館した。2004年（平成16年）11月に川島町が各務原市に編入され、各務原市川島ふるさと史料館に改称した。
2006年（平成18年）から2008年（平成20年）にかけて、各務原市歴史民俗資料館が暫定的に川島会館4階に移転し、約2年間に渡って各務原市歴史民俗資料館と川島ふるさと史料館が同一施設に存在していた。2011年（平成23年）4月、木曽川の自然・歴史・文化などに特化した展示内容に変更され、各務原市木曽川文化史料館に改称した
2018年（平成30年）4月には各務原市歴史民俗資料館が中山道鵜沼宿町屋館から各務原市立中央図書館3階に移転し、来館者向けの常設展示を行わなくなったことにより、一部の資料が木曽川文化史料館に移され、同年7月21日には木曽川文化史料館内に各務原空襲資料室と民俗資料室が開設された。

## 施設

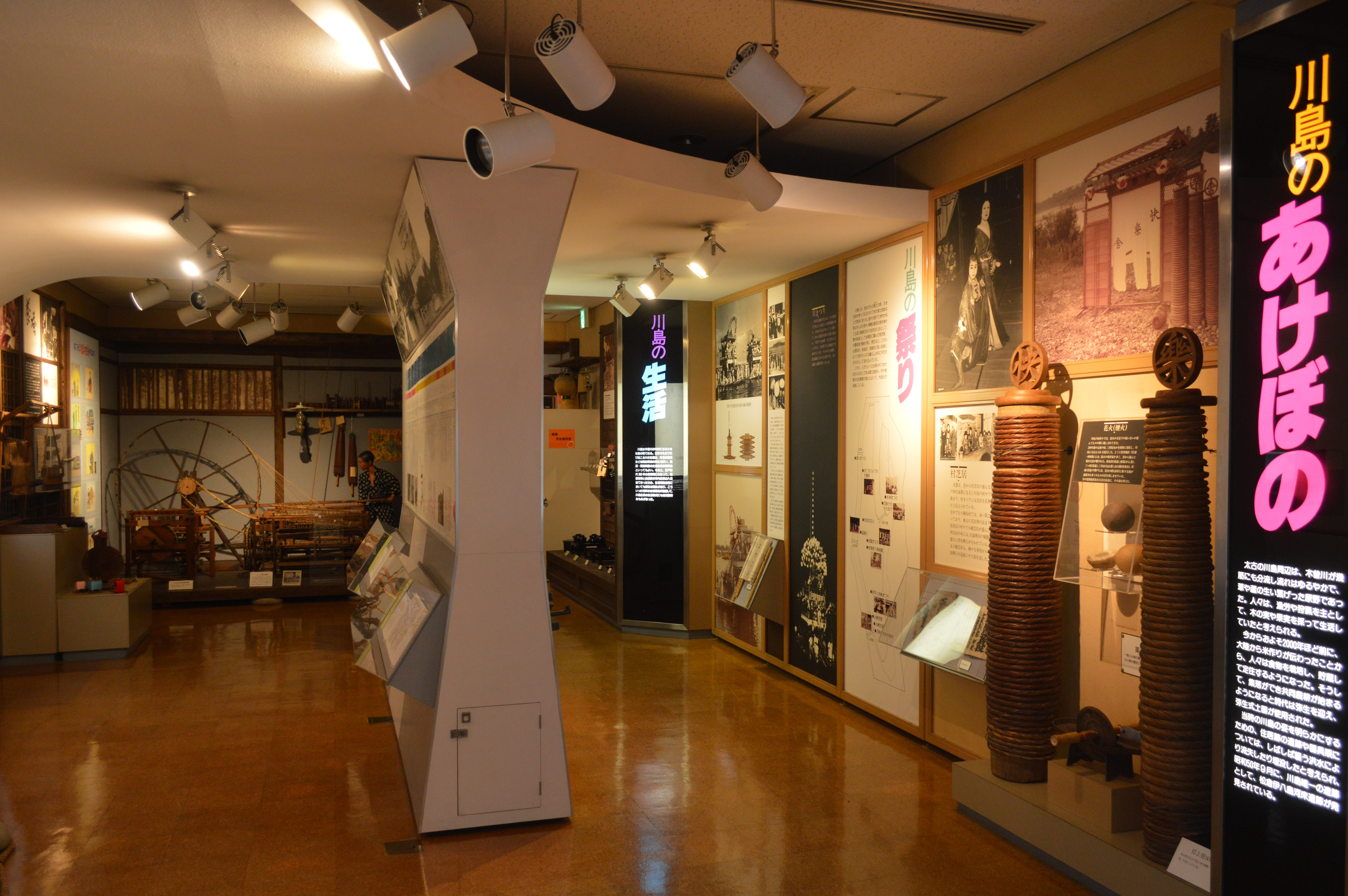
常設展示室

- 常設展示室 - 各務原市川島地区（旧・羽島郡川島町）を中心とした木曽川流域に関する資料を展示。生業（川漁、玉石拾い、織物、養蚕、撚糸など）、生活、祭り（渡島川祭りなど）、洪水、歴史（松倉城、河田木曽川渡河の戦い）など。
- 収蔵室 - 2018年（平成30年）からは民俗資料室として使用。
- 第二展示室 - 2018年（平成30年）からは各務原空襲資料室として使用。
- 研修室

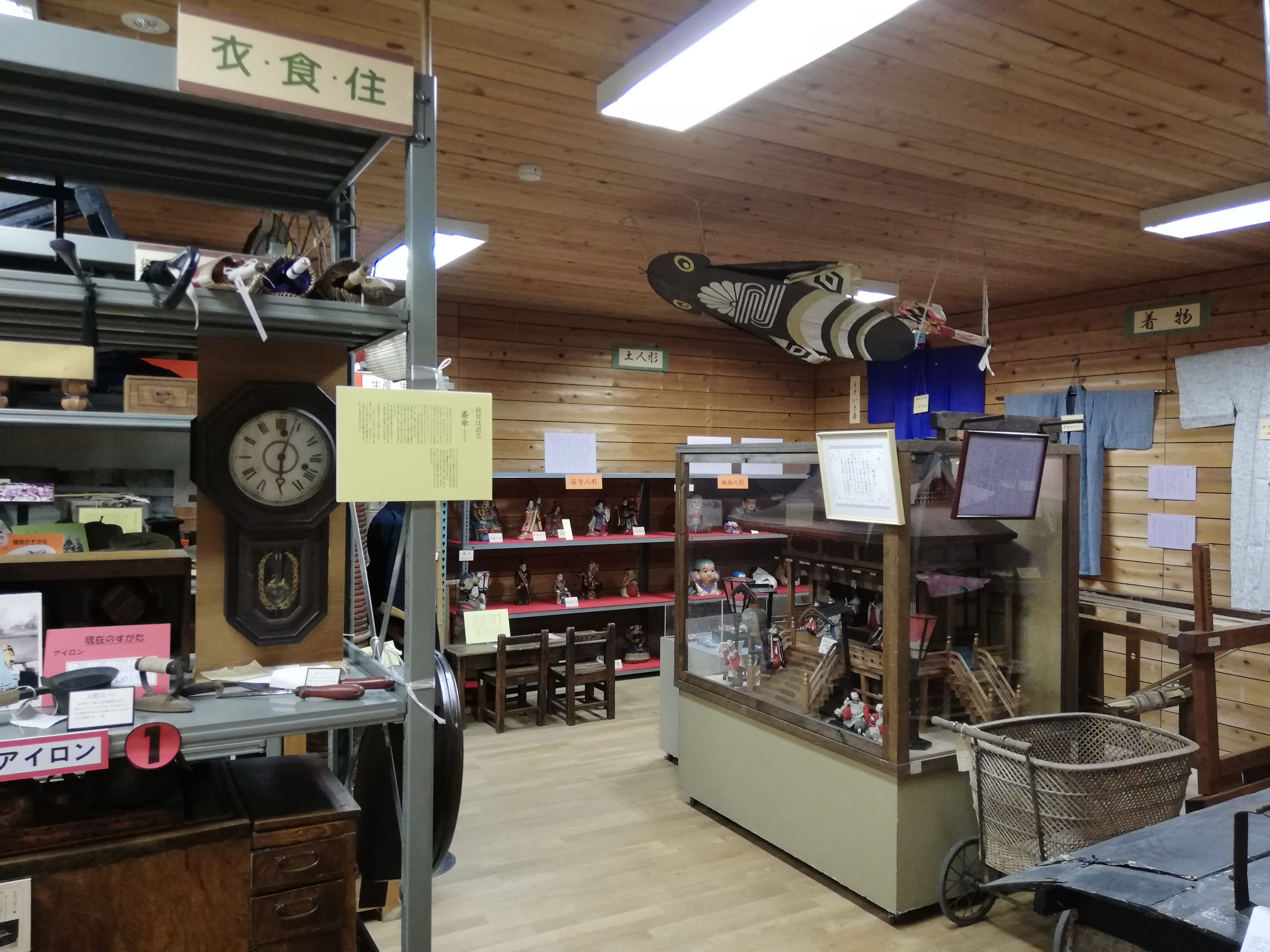
収蔵室

## 利用案内
- 開館時間：9：00 - 17：00
- 休館日：月曜日（月曜日が祝日の場合その翌日）、祝日の翌日（その日が土、日曜日、祝日の場合、さらにその翌日）、年末年始（12月29日 - 1月4日）。

## 交通アクセス
- 各務原市ふれあいバス川島線「西養寺前」バス停より徒歩で約8分。
- 岐阜バス笠松川島線「招魂社前」バス停より徒歩で約10分。
  - 名鉄名古屋本線・竹鼻線笠松駅から「川島松倉」行き。